# Guanacevi
Pour les articles homonymes, voir Guanacevi.
Guanaceví est une localité, chef-lieu de la municipalité de Guanacevi, située au nord-ouest de l'état de Durango, au nord-ouest du Mexique. Sa population est d'environ 10100 habitants. Les activités économiques principales de Guanacevi sont l'agriculture et l'industrie minière.

## Climat
Le climat de Guanacevi est subtropical humide de montagne, avec un régime de pluies d'été.
| Mois                                  | jan.      | fév.      | mars      | avril     | mai       | juin      | jui.      | août      | sep.      | oct.      | nov.      | déc.      | année |
| ------------------------------------- | --------- | --------- | --------- | --------- | --------- | --------- | --------- | --------- | --------- | --------- | --------- | --------- | ----- |
| Température minimale moyenne (°C)     | −0,3      | 1,6       | 3,9       | 6,8       | 9,5       | 12,3      | 12,6      | 12        | 10,7      | 7,2       | 3,7       | 0,7       | 6,7   |
| Température moyenne (°C)              | 8,5       | 10,5      | 13,3      | 16,1      | 19,1      | 21,1      | 19,9      | 19,4      | 18        | 15,4      | 12,6      | 9,1       | 153   |
| Température maximale moyenne (°C)     | 17,3      | 19,4      | 22,6      | 25,5      | 28,6      | 29,9      | 27,2      | 26,7      | 25,2      | 23,7      | 21,6      | 17,5      | 23,8  |
| Record de froid (°C) date du record   | −4,4 1997 | −2,8 2003 | −0,8 2008 | 2,8 2007  | 3,7 2003  | 5 2003    | 8,8 2006  | 8,6 2007  | 7,8 2007  | 3,5 1963  | −0,4 2007 | −5,3 1996 |       |
| Record de chaleur (°C) date du record | 22,8 1952 | 24,8 2000 | 28 1997   | 29,7 2006 | 33,8 1952 | 33,9 1952 | 32,7 2003 | 32,5 1998 | 30,2 2000 | 28,1 1999 | 24,6 2000 | 20,9 1955 |       |
| Précipitations (mm)                   | 19        | 7,4       | 7,7       | 3,8       | 10,7      | 71,1      | 177,6     | 144,6     | 114,8     | 34,9      | 14,2      | 22,4      | 628,2 |
| Nombre de jours avec précipitations   | 2,4       | 1,5       | 1         | 0,9       | 2,2       | 8,4       | 18,4      | 16,1      | 11,6      | 4,3       | 1,7       | 2,8       | 71,3  |

| Diagramme climatique                                  |            |            |            |             |              |               |             |               |             |             |             |
| J                                                     | F          | M          | A          | M           | J            | J             | A           | S             | O           | N           | D           |
| 17,3−0,319                                            | 19,41,67,4 | 22,63,97,7 | 25,56,83,8 | 28,69,510,7 | 29,912,371,1 | 27,212,6177,6 | 26,712144,6 | 25,210,7114,8 | 23,77,234,9 | 21,63,714,2 | 17,50,722,4 |
| Moyennes : • Temp. maxi et mini °C • Précipitation mm |            |            |            |             |              |               |             |               |             |             |             |